# Charley Havlat

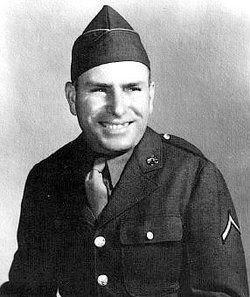
Charley Havlat (vor 1945)

Charley Havlat, geboren als Charles Havlat (* 10. November 1910, Dorchester, Nebraska; † 7. Mai 1945 in der Nähe von Volary, Tschechien, damals Landkreis Prachatitz, Bayern) war ein US-amerikanischer Staatsbürger tschechischer Abstammung. Er gilt als der letzte amerikanische Soldat, der bei einem Einsatz während des Zweiten Weltkriegs in Europa getötet wurde.

## Leben
Charley Havlat wurde am 10. November 1910 in Nebraska geboren. Sein aus dem tschechischen Ronov stammender Vater Antonín M. Havlát (1880–1958) war im Jahr 1903 als Teil einer zehn Personen umfassenden Großfamilie in die Vereinigten Staaten eingewandert und hatte sich als Farmer in Nebraska niedergelassen. Dort heiratete er Antonia, geb. Nemec (1889–1956), mit der er drei Söhne und zwei Töchter hatte. Charley war das älteste Kind des Ehepaares.
Havlat, von Beruf Lastwagenfahrer, trat Anfang der 1940er Jahre in die US-Army ein und wurde 1943 nach Europa geschickt. Als Mitglied des 803. Panzer-Zerstörer-Bataillons (englisch 803rd Tank Destroyer Battalion) nahm er im Rang eines Private First Class (PFC) an einigen der blutigsten Schlachten auf europäischem Boden teil, darunter die Landung der US-Truppen in der Normandie am 6. Juni 1944, die Schlachten im Hürtgenwald von September 1944 bis Februar 1945 und die Ardennenoffensive vom Dezember 1944 bis Januar 1945.
Am 7. Mai 1945 war Havlat Mitglied eines Aufklärungszugs in Südböhmen, der an jenem Tag überprüfen sollte, ob es im Bereich der Straße von Volary nach Prachatitz in der Nähe des Dorfes Zbytiny verstreute feindliche deutsche Truppen gab. Sechs Jeeps, die mit zwei Maschinengewehren bewaffnet waren und von einem Spähpanzer M8 begleitet wurden, machten sich auf den Weg. Gegen 8:20 Uhr morgens wurden die US-Soldaten aus einem Hinterhalt heraus von deutschen Soldaten, die sich in den umliegenden Wäldern versteckt hatten, mit Gewehren, Maschinengewehren und Panzerfäusten angegriffen. Havlat, der im ersten Jeep des Konvois saß, war sofort tot, als ein Geschoss seinen Helm durchschlug. Der Schuss einer Panzerfaust durchbrach den Panzerwagen und verletzte zwei weitere amerikanische Soldaten. Die anderen erwiderten das Feuer, bis ihr Funker die Nachricht erhielt, dass bereits einige Minuten zuvor ein Waffenstillstand in Kraft getreten war. Es stellte sich heraus, dass auch der deutsche Offizier davon nichts gewusst hatte; er entschuldigte sich später dafür. Wenige Stunden nach dem Vorfall war der Zweite Weltkrieg offiziell beendet.

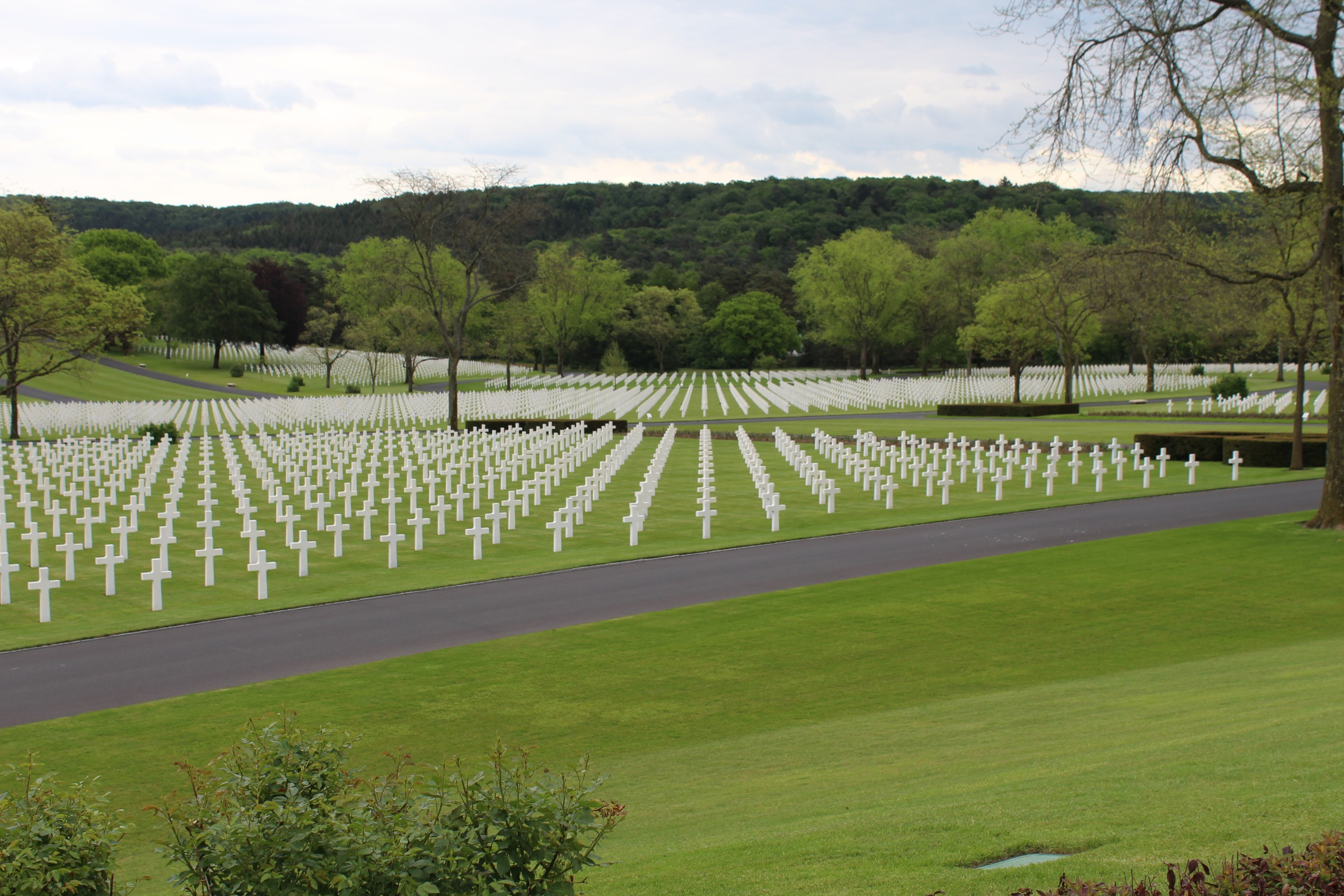
Amerikanischer Militärfriedhof in Saint-Avold, Lothringen

Charles Havlat wurde zunächst in Volary beigesetzt. Dort besuchten seine jüngeren Brüder Rudolph (1912–2002) und Adolph (* 1925), die beide damals ebenfalls als Soldaten in Europa stationiert waren, im Juni 1945 sein provisorisches Grab. Havlat fand seine letzte Ruhestätte auf dem großen Soldatenfriedhof der US-Army Cimetière militaire américain de Saint-Avold in Saint-Avold im Norden Frankreichs (Abteilung C, Serie 5, Grab 75).

## Unklarer Todesort
Über den genauen Todesort Havlats gibt es widersprüchliche Aussagen. So sagte der deutsche Zeuge Willibald Plach, das Ereignis habe in der Nähe der Säumerbrücke (tschechisch Soumarský most) stattgefunden. An der Richtigkeit dieser Aussage bestehen jedoch Zweifel, da diese Straße von Volary aus nach Westen führt, Havlats Gruppe aber an einer Erkundung der Straße nach Prachatice teilnahm, die nach Nordosten führt. Der Direktor des Stadtmuseums Prachatice, Pavel Fencl, ist der Meinung, dass die Schießerei auf der Straße 141 in Richtung Prachatice stattgefunden hat. Der deutsche Zeuge Herbert Lang identifizierte „An der Wasserscheide“ als den Kollisionspunkt, an dem sich die Straße 141 der Eisenbahnlinie von Volary nach Prachatice nähert. Es stimmt mit der Beschreibung des amerikanischen Soldaten Bernard Robinson im Mai 1945 überein. Ein anderer möglicher Ort ist eine Abzweigung an der Kreuzung Mlynářovice/Cudrovice in Richtung Cudrovice.

## Gedenken und posthume Ehrungen
- Charley Havlats Grab auf dem US-Militärfriedhof in Saint-Avold wird auf Dauer erhalten. Es ist mit dem üblichen weißen Marmorkreuz gekennzeichnet; auf diesem sind sein Name, sein Heimat-Bundesstaat Nebraska, der Dienstgrad, das Bataillon und sein Sterbedatum eingraviert.[2][3]
- Am 4. Mai 2002 wurde an der Straße Nr. 39 von Volary nach Lenora ein Denkmal für Charles Havlat enthüllt.[4] Es besteht aus einem hohen Steinblock, der mit einer beschrifteten Tafel versehen ist. Im Rahmen der jährlich stattfindenden Gedenkfeiern in Volary werden dort Trauerkränze abgelegt.
- In Havlats Geburtsort Dorchester wurde 2009 beim Saline County Museum eine große Gedenktafel, ein Nebraska Historical Marker, mit seiner Geschichte aufgestellt. Den Text für die mit Spenden finanzierte 5000 Dollar teure Tafel verfasste sein Bruder Adolph.[5][6]
- Charley Havlats Bruder Adolph versuchte zu erreichen, dass ein Abschnitt des Highway 33 in seiner Heimatstadt Dorchester in „Charles Havlat Memorial Highway“ umbenannt wird. Er scheiterte jedoch mit seiner Initiative.[7]